# Alvis Hermanis
Alvis Hermanis, född 27 april 1965 i Riga, är en lettisk teaterregissör och skådespelare.

## Biografi
1981–1982 studerade Alvis Hermanis vid Rīgas Tautas kinoaktieru (Folkets artsiststudio i Riga) och 1984–1988 vid avdelningen för dramatisk konst vid Latvijas Valsts konservatorijas (Lettlands statliga konservatorium). Under 1980-talet medverkade han som skådespelare i flera filmer och 1987 utnämndes han till bäste manlige skådespelare vid den lettiska filmfestivalen Lielais Kristaps. Som regissör debuterade han 1987 med en bearbetning av Franz Kafkas Processen på Jāzepa Vītola Latvijas Mūzikas akadēmija i Riga. 1992 var han med och grundade Jaunais Rigas Teatris och sedan 1997 är han teaterns konstnärlige ledare. Han medverkar ofta själv som skådespelare i sina egna produktioner. Gruppen har turnerat internationellt och medverkat i ett flertal festivaler, däribland Edinburgh Festival och Wiener Festwochen samt utanför i Europa i Wellington, Bogotá, Seoul och Montreal. Alvis Hermanis har regisserat i Italien, Österrike, Frankrike, Schweiz, Tyskland, Belgien, Ryssland och Estland. 2008 medverkade Jaunais Rigas Teatris på Avignonfestivalen med hans uppsättning av Tatjana Tolstajas Sonia. 2001 var hans uppsättning av Anton Tjechovs Platonov från Burgtheater i Wien utvald till Berliner Theatertreffen och 2013 återkom han med Carola Dürrs Die Geschichte von Kaspar Hauser som han satt upp på Schauspielhaus Zürich. Bland utmärkelser han tilldelats kan nämnas Premio Europa New Theatrical Realities 2007.
2009 gästspelade Jaunais Rigas Teatris på Stockholms stadsteater med hans uppsättning Garā dzīve (Långt liv) från 2003. Jaunais Rigas Teatris har flera gånger gästat Tampereen Teatterikesä (Tammerfors Teatersommar) med hans uppsättningar:
- 2005 Garā dzīve
- 2007 Sonia av Tatjana Tolstaja
- 2008 Sound of Silence
- 2009 Šukšina stāsti (Sjuksjins sagor) efter Vasilij Sjuksjin

2010 gästade Emilia Romagna Teatro med hans uppsättning av Le signorine di Wilko efter Jaroslaw Iwaszkiewiz.